# 花耶
花耶（かや、2001年4月26日 - ）は、日本のタレント、歌手。
アース・スター エンターテイメント所属。本名・旧芸名は斉藤花耶（さいとう かや）。山梨県南アルプス市出身。

## 経歴
5歳よりピアノを始める。7歳で「カワイこどものうたコンクール」に出場、関東大会で銀賞を受賞。金賞を受賞できなかった悔しさで翌年も出場し、その年の関東大会で金賞を受賞している。以降同コンクールで銀賞・金賞を多数受賞。
2012年、「第27回全国童謡歌唱コンクール」グランプリ大会こども部門銀賞。
2016年、名称が変わり、「第31回全国こどもの歌コンクール」グランプリ大会大人部門金賞（最高位）。甲斐清和高等学校在学中の2018年に山梨県甲州市にて行われた『NHKのど自慢』（NHK総合・ラジオ第1）では、チャンピオンに輝いた。第10回高校生ヴォーカリストアワード（県内学生対象）優勝。2019年には、『音楽チャンプ〜歌うま日本一決定戦〜』（テレビ朝日）にて優勝した。
「第11回高校生ヴォーカリストアワード」（県内学生対象）優勝。同年、地元山梨県の甲府警察署で一日甲府警察署長を務めている。
2021年12月6日、活動名を本名の斉藤花耶から花耶と改め、メジャーデビューすることを公表。
2022年1月26日、シングル『白馬の王子と薔薇色の私』でメジャーデビュー。
2023年10月18日、初めて自分で作詞作曲したスナドケイを配信。
2024年7月1日、所属していた太田プロダクションからの退所およびアース・スター エンターテイメントへの所属を自身のXにて報告。同日に所属事務所からも発表された。

## 人物
歌やピアノを得意とし、特技は目薬を秒で差すこと。書道準二段・珠算初段の資格を持っている。

## 出演

### テレビ番組
- 関ジャニ∞のTheモーツァルト 音楽王No.1決定戦（テレビ朝日）
  - 第5回大会（2017年9月29日）
  - 第6回大会（2018年3月30日）
- NHKのど自慢（NHK総合・ラジオ第1）
  - 山梨県甲州市大会（2018年9月2日）
  - チャンピオン大会（2019年3月2日）
- 音楽チャンプ 歌うま日本一決定戦（2019年1月11日、テレビ朝日）
- Newsかいドキ（2019年2月25日、NHK甲府）
- 情報MAXはやべん（2019年5月、甲府CATV）
- THEカラオケ★バトル（テレビ東京）
  - 今、絶対に聴いておくべき! ネクストブレイクシンガーSP（2021年4月25日）
  - 最強女子ボーカリストカップ
    - （2021年5月30日）
    - （2022年4月17日）
- ミュージックフェア（2022年7月9日、フジテレビ）
- 「ウタヒメドリーム」お正月スペシャルライブ ～昭和・平成・令和の神曲を皆様と～（2025年1月1日、BS日テレ）
- アニゲー☆イレブン!（2025年1月31日、BS11）

### CM
- アース・スター エンターテイメント『俺は全てを【パリイ】する 〜逆勘違いの世界最強は冒険者になりたい〜』コミック新刊発売記念CM[11]（2024年7月）

### ラジオ
- GOOD DAY（2018年5月、FM FUJI）
- NYTナイトセッション（2019年8月、YBSラジオ）
- 松村邦洋のOH-!邦自慢（2022年1月15日・1月22日、KRYラジオ）
- レコメン!（2022年1月17日、文化放送）
- 沈黙の金曜日（2022年1月21日・2023年4月21日、FM FUJI）
- 花耶の耳たぶ（2022年4月2日 - 2024年6月29日、NACK5 Raise on Saturday〜じっとしてられない朝〜内）

### コンサート
- 日本童謡協会主催 童謡生誕100周年記念コンサート（2018年7月）

### イベント
- ウタヒメドリーム 1st ライブ 〜あなたは最古参〜（2023年11月19日、飛行船シアター）[12]
- ウタヒメドリーム 1周年記念2ndライブ『見たいの満天のペンライト』（2024年6月9日、飛行船シアター）[13]
- Lemino presents ANIMAX MUSIX 2024 FALL（2024年11月23日、横浜アリーナ）[14]
- ANIMAX presents「ウタヒメドリーム」史上最大の3rdライブ～超重大発表を現地で皆様と～supported by Lemino（2025年2月24日、豊洲PIT）[15]

### アプリ
- 戦国小町苦労譚 語絵巻 - カタリエマキ -（鶴姫[16]）

### その他コンテンツ
- ウタヒメドリーム（2023年、HiREN）
- PLT世界でいちばん強くなりたい！2（2025年、豊田美咲）[17]

## ディスコグラフィー

### シングル
|     | 発売日        | タイトル               | 規格品番 | 収録曲 | 備考 |
| --- | ------------- | ---------------------- | -------- | --- | ---- |
| 1st | 2022年1月26日 | 白馬の王子と薔薇色の私 | TECI-779 | 1. 白馬の王子と薔薇色の私 2. ヒヤシンス 3. 白馬の王子と薔薇色の私(Instrumental) 4. ヒヤシンス(Instrumental) |      |

### アルバム
|     | 発売日        | タイトル         | 規格品番   | 収録曲 | 備考       |
| --- | ------------- | ---------------- | ---------- | --- | ---------- |
|     | 2022年11月3日 | Kaya Sings Janis | TEJI-55068 | A 1. UNDER A DIFFERENT SUN 2. グロス 3. とおい昨日、明日 B 1. 上を向く花 2. サマータイムブルース 3. ボクは途中                                                                                  | アナログ盤 |
| 1st | 2022年12月7日 | Bouquet          | TECI-1749  | 1. 白馬の王子と薔薇色の私 2. グロス 3. とおい昨日、あした 4. ボクは途中 5. ヒヤシンス 6. サマータイムブルース 7. 上を向く花 8. 恋が終わる音 9. Your Song 10. 君の名前 11. UNDER A DIFFERENT SUN |            |

### 配信限定シングル
| 発売日         | タイトル              |
| -------------- | --------------------- |
| 2022年7月13日  | 恋が終わる音          |
| 2022年10月5日  | グロス                |
| 2022年10月12日 | 上を向く花            |
| 2022年10月19日 | ボクは途中            |
| 2022年10月26日 | UNDER A DIFFERENT SUN |
| 2023年5月10日  | あじさい              |
| 2023年10月18日 | スナドケイ            |
| 2024年4月26日  | Love(d)               |

### タイアップ
| 曲名          | タイアップ                                                                          | 年     |
| ------------- | ----------------------------------------------------------------------------------- | ------ |
| Reincarnation | テレビアニメ『無職の英雄 〜別にスキルなんか要らなかったんだが〜』オープニングテーマ | 2025年 |

### キャラクターソング
| 発売日         | 商品名                      | 歌                                                  | 楽曲                 | 備考 |
| -------------- | --------------------------- | --------------------------------------------------- | -------------------- | --- |
| 2023年6月28日  | ひとり上手                  | HiREN 【ウタヒメドリーム】（花耶）                  | 「ひとり上手」       | 『ウタヒメドリーム』関連曲 |
| 2023年8月1日   | ブルー                      | HiREN 【ウタヒメドリーム】（花耶）                  | 「ブルー」           | 『ウタヒメドリーム』関連曲 |
| 2023年8月1日   | 越冬つばめ                  | HiREN 【ウタヒメドリーム】（花耶）                  | 「越冬つばめ」       | 『ウタヒメドリーム』関連曲 |
| 2023年9月1日   | 激情                        | HiREN 【ウタヒメドリーム】（花耶）                  | 「激情」             | 『ウタヒメドリーム』関連曲 |
| 2023年11月19日 | ウタヒメドリーム SONG MANIA | ウタヒメドリーム オールスターズ                     | 「ウタヒメドリーム」 | 『ウタヒメドリーム』関連曲 |
| 2023年11月19日 | ウタヒメドリーム SONG MANIA | HiREN 【ウタヒメドリーム】（花耶）                  | 「ウタヒメドリーム」 | 『ウタヒメドリーム』関連曲 |
| 2024年5月2日   | 誘惑                        | 「誘惑」                                            |                      | 『ウタヒメドリーム』関連曲 |
| 2024年8月28日  | ノーギフテッド              | ウタヒメドリーム オールスターズ                     | 「ノーギフテッド」   | テレビアニメ『俺は全てを【パリイ】する 〜逆勘違いの世界最強は冒険者になりたい〜』 エンディングテーマ 『ウタヒメドリーム』関連曲 |
| 2024年8月28日  | ノーギフテッド              | ウタヒメドリーム オールスターズ                     | 「ウタヒメドリーム」 | 『ウタヒメドリーム』関連曲 |
| 2024年9月30日  | 悲しい夜を止めて            | HiREN 【ウタヒメドリーム】（花耶）                  | 「悲しい夜を止めて」 | 『ウタヒメドリーム』関連曲 |
| 2025年2月26日  | DEPARTURES                  | HiREN 【ウタヒメドリーム】（花耶）                  | 「DEPARTURES」       | 『ウタヒメドリーム』関連曲 |
| 2025年3月14日  | ルビーの指環                | HiREN 【ウタヒメドリーム】（花耶）                  | 「ルビーの指環」     | 『ウタヒメドリーム』関連曲 |
| 2025年3月28日  | ふれふれ、キミの春          | HiREN（花耶）、水月ひかり（礒部花凜） feat.井上苑子 | 「青いベンチ」       | 『ウタヒメドリーム』関連曲 |